# بابوشوو
بابوشوو (به لهستانی:  Baboszewo) یک روستا در لهستان است که در گمینا بابوشوو واقع شده‌است.
 بابوشوو  ۱٬۸۰۰ نفر جمعیت دارد.